# Dokumentarni film
Dokumentárni fílm ali dokumentárec je nefikcijski film, namenjen »dokumentiranju resničnosti, predvsem z namenom seznanjanja, poučevanja ali ohranjanja zgodovinskega zapisa«. Filmski kritik Bill Nichols je dokumentarni film označil kot »prakso ustvarjanja filma, filmarsko tradicijo in način sprejemanja s strani publike, [ki ostaja] praksa brez jasnih meja.«.
Zgodnji dokumentarni filmi, ki so se sprva imenovali »avtentični film« (actuality film), so trajali eno minuto ali manj. Sčasoma so dokumentarni filmi postali daljši in so zajeli več kategorij. Nekateri zgledi so izobraževalni filmi, opazovalni filmi in dokufikcija. Dokmentarci so zelo informativni in se pogosto uporabljajo v šolah kot vir za učenje različnih načel. Ustvarjalci dokumentarnih filmov so zavezani zvestobi svojemu pogledu na svet, ne da bi obravnavano temo namerno predstavili neresnično.
Razmah dokumentarnega filmskega žanra so omogočile družbene medijske platforme. Te so namreč povečale obseg distribucije in zagotovile preprost dostop.

## Opredelitev
Med prvimi, ki so prepoznali zvrst dokumentarnega filma, je bil poljski pisec in ustvarjalec filmov Bolesław Matuszewski. Napisal je dvoje najzgodnejših besedil o filmu, in sicer Une nouvelle source de l'histoire [Nov vir zgodovine] in La photographie animée [Animirana fotografija]. Obe sta bili izdani leta 1898 v francoščini in sta med najzgodnejšimi pisnimi deli, ki so upoštevala zgodovinsko in dokumentarno vrednost filma. Matuszewski je bil tudi med prvimi filmskimi ustvarjalci, ki so predlagali vzpostavitev filmskega arhiva za zbiranje in varno shranjevanje vizualnega gradiva.
Besedo dokumentarec je skoval škotski ustvarjalec dokumentarnih filmov John Grierson v svojem pregledu filma Roberta Flahertyja z naslovom Moana (1926), objavljenem v časopisu New York Sun 8. februarja 1926 pod psevdonimom »The Moviegoer« (Obiskovalec kina).
Griersonova načela dokumentarnega filma so bila: da bi lahko filmski potencial za opazovanje življenja uporabili v novi umetnostni zvrsti; da sta »izvirni« igralec in »izvirni« prizor pri razlaganju sodobnega sveta boljša vodnika kot fikcijski ustrezniki; da bi bilo lahko gradivo, »pridobljeno na tak način iz surovine«, bolj resnično kot igrani članek. V tem kontekstu se je Griersonova opredelitev dokumentarnega filma kot »ustvarjalne obdelave dejanskosti« pridobila v določeni meri uveljavila. Nekoliko drugačna je bila provokativna opredelitev sovjetskega ustvarjalca filmov Dzige Vertova, ki je poskušal prikazati »življenje tako, kot je« (tj. prikrito posneto življenje) in »življenje, posneto nevede« (tj. življenje, ki ga je izzvala ali presenetila kamera).
Ameriški filmski kritik Pare Lorentz opredeljuje dokumentarni film kot »dejstveni film z dramatično vsebino«. Drugi k temu dodajajo, da se dokumentarni film od drugih zvrsti nefikcijskega filma razlikuje po tem, da s predstavljenimi dejstvi podaja določeno sporočilo. Po mnenju raziskovalke Betsy McLane so dokumentarni filmi sredstvo, s katerim filmski ustvarjalci izražajo svoje poglede na zgodovinske dogodke, ljudi in kraje, ki so zanje pomembni. Prednost dokumentarnih filmov je torej v tem, da uvajajo nove perspektive, ki morda ne prevladujejo v tradicionalnih občilih, kot so pisne publikacije in šolski načrti.
Dokumentarna praksa je kompleksen proces ustvarjanja dokumentarnih projektov. Nanaša se na to, kako ljudje uporabljajo medijske naprave, vsebino, obliko in produkcijske strategije za obravnavo ustvarjalnih, etičnih in konceptualnih problemov in izbir, ki se pojavijo pri ustvarjanju dokumentarnega filma.
Ustvarjanje dokumentarnih filmov je lahko vrsta novinarstva, zagovorništva ali osebnega izražanja.